# Lägern (bergskedja i Schweiz)
Lägern är en bergskedja i Schweiz.   Den ligger i kantonen Aargau, i den centrala delen av landet, 90 km nordost om huvudstaden Bern.
Trakten runt Lägern består till största delen av jordbruksmark. Runt Lägern är det tätbefolkat, med 849 invånare per kvadratkilometer.